# 78249 Капаччіоні
78249 Капаччіоні (78249 Capaccioni) — астероїд головного поясу, відкритий 4 серпня 2002 року.
Тіссеранів параметр щодо Юпітера — 3,220.